# II. Ciniod pikt király
II. Ciniod (skót gaelül: Cináed) egy pikt király volt 843 körül a modern Skócia területén. A Pikt Krónika Kineth néven tünteti fel. Családja trónigénye egyes források szerint kétséges volt, azonban hatalmukat nem tudták megdönteni. A Pikt Krónika szerint édesapja Uurad volt, testvére pedig X. Drest volt.

## Fordítás
- Ez a szócikk részben vagy egészben  a   Ciniod II című angol Wikipédia-szócikk fordításán alapul.  Az eredeti cikk szerkesztőit annak laptörténete sorolja fel. Ez a jelzés csupán a megfogalmazás eredetét és a szerzői jogokat jelzi, nem szolgál a cikkben szereplő információk forrásmegjelöléseként.